# Hakon
Mansnamnet Hakon är en äldre form av Håkan. Troligen är det bildat av ord som betyder 'hög' och 'ättling'.
Hakon har aldrig varit ett vanligt namn i Sverige i modern tid.
31 december 2014 fanns det totalt 185 personer i Sverige med namnet, varav 36 med det som tilltalsnamn.
Namnsdag: 14 juni.

## Personer med namnet Hakon
- Hakon Ahlberg, arkitekt
- Hakon Långström, domprost
- Hakon Swenson, entreprenör
- Hakon galen, norsk jarl